# Mauricio Lemos
Mauricio Lemos, vollständiger Name Paolo Mauricio Lemos Merladey, (* 28. Dezember 1995 in Rivera) ist ein uruguayischer Fußballspieler, der seit 2025 beim CR Vasco da Gama unter Vertrag steht.

## Karriere

### Verein
Der 1,87 Meter große Defensivakteur Mauricio Lemos, der teilweise auch als Paolo Lemos geführt wird, gehörte ab der Spielzeit 2013/14 dem Kader des uruguayischen Erstligisten Defensor Sporting an, aus dessen Nachwuchsmannschaft er hervorging. Nachdem er bereits in der Erstligabegegnung vom 15. Dezember 2013 gegen River Plate Montevideo dem nicht eingesetzten Auswechselkontingent angehörte, beorderte ihn Trainer Fernando Curtuchet mit Beginn der Vorbereitung auf die Clausura 2014 in den Kader der Erstmannschaft. In jener Saison kam er dort bis zum Abschluss der Clausura 2014 zweimal in der Primera División zum Einsatz (kein Tor). In der Spielzeit 2014/15 wurde er siebenmal (kein Tor) in der höchsten uruguayischen Spielklasse eingesetzt.
Anfang Juli 2015 wurde er an den russischen Verein Rubin Kasan ausgeliehen. Dort bestritt er vier Erstligaspiele, zwei Partien in der Europa League und eine Begegnung im nationalen Pokalwettbewerb. Einen Pflichtspieltreffer erzielte er nicht. Ende Januar 2016 wurde er bis Saisonende an den spanischen Verein UD Las Palmas mit Kaufoption ausgeliehen. Bei den Spaniern kam er bis zum Saisonende zehnmal (kein Tor) in der Primera División zum Einsatz. Der spanische Klub zog sodann Anfang Mai 2016 die Kaufoption und band Lemos vertraglich für fünf weitere Jahre. In der Spielzeit 2016/17 absolvierte er 23 Erstligaspiele (fünf Tore) und drei Partien (kein Tor) in der Copa del Rey. Im Januar 2018 wechselte Lemos für eineinhalb Jahre auf Leihbasis zum italienischen Erstligisten US Sassuolo Calcio.
Im August 2020 wechselte Lemos zur Saison 2020/21 zum türkischen Erstligisten Fenerbahçe Istanbul und unterschrieb dort einen Dreijahresvertrag. In der Saison 2020/21 bestritt er 8 von 42 möglichen Ligaspielen sowie zwei Pokalspiele für Fenerbahçe. Ende August 2021 wurde er kurz vor Ende des Transferfensters, ohne in dieser Saison für Fenerbahçe gespielt zu haben, für die Saison 2021/22 an den belgischen Erstdivisionär K Beerschot VA ausgeliehen. Lemos bestritt 15 von 28 möglichen Ligaspielen, in denen er ein Tor schoss, sowie ein Pokalspiel für Beerschot. Die Saison endete mit dem Abstieg des Vereins in die Division 1B. Im Februar 2023 wechselte Lemos zum brasilianischen Erstligisten Atlético Mineiro und erhielt einen Vertrag bis Ende 2023.
Zum Start in die Saison 2025 wechselte Lemos nach Rio de Janeiro zu CR Vasco da Gama.

### Nationalmannschaft
Lemos war Mitglied der uruguayischen U20-Nationalmannschaft. Bereits Anfang Juli 2012 wurde er vom seinerzeitigen Trainer Juan Verzeri zu einem Trainingslehrgang der U20 einberufen. Im März 2014 nominierte ihn der Verzeri im Amt nachfolgende Trainer Fabián Coito ebenfalls. Er gab sein Debüt beim U20-Länderspiel am 15. April 2014 gegen die chilenische Auswahl mit einem Einsatz in der Startformation und trug mit einem Treffer zum 3:0-Sieg bei. Im Spiel gegen denselben Gegner am 17. April 2014 gehörte er zu den Ersatzspielern, wurde allerdings nicht eingesetzt. In der Folgezeit lief er zwischen 2014 und 2015 in weiteren Partien für die U-20-Auswahl auf. Er gehörte dem uruguayischen Aufgebot bei der U20-Südamerikameisterschaft 2015 in Uruguay und bei der U20-Weltmeisterschaft 2015 in Neuseeland an. Insgesamt absolvierte er 22 Länderspiele in dieser Altersklasse und erzielte dabei zwei Treffer.
Am 19. Mai 2015 wurde er von Trainer Fabián Coito zunächst für den vorläufigen Kader der U-22 bei den Panamerikanischen Spielen 2015 in Toronto nominiert. Schließlich gehörte er auch dem endgültigen Aufgebot an und gewann das Turnier mit der Celeste. Er bestritt drei Länderspiele für das Panamerikateam. Danach im August 2017 wurde er für die bevorstehenden WM-Qualifikationsspiele gegen Argentinien und Paraguay erstmals für die A-Nationalmannschaft Uruguays nominiert.

## Erfolge
- Goldmedaille Panamerikanische Spiele 2015

Atlético Mineiro
- Staatsmeisterschaft von Minas Gerais: 2023, 2024